# Radhey Shyam Kori
Radhey Shyam Kori (7 de julio de 1939 – 12 de agosto de 2015) fue un político indio, diputado por Ghatampur en Uttar Pradesh de 2004 a 2009.

## Juventud
Kori nació en el pequeño pueblo de Chilauli (Sujneepur), distrito de Derapur, Kanpur (actualmente distrito de Kanpur Dehat), en el seno de una familia kori (koli) bajo la casta Uttar Pradesh. El nombre de su padre era Ghaseete Lal. Se graduó en la escuela R P S Inter College Rura, en Kanpur. Después de dejar la escuela, se convirtió en un seguidor (ayudante personal) del famoso activista por la libertad Shambhu Dayal Chaturvedi, del pueblo Badagaon Bhikkhi tehsil Derapur, distrito de Kanpur. Se quedó con Shambhu Dayal Chaturvedi como un miembro más de la familia hasta su muerte. Shambhu Dayal Chaturvedi fue un gurú político para Radhey Shyam Kori.

## Política

### En el Congreso
Su primera incursión en política fue a nivel municipal. Ofició como Pradhn de Badagaon Bhikkhi de tehsil en Derapur durante aproximadamente 20 años y también trabajó como Block Pramukh del distrito de Derapur en Kanpur. Shambhu Dayal Chaturvedi era un trabajador muy activo y fue dirigente del Congreso Nacional indio,  formando parte de él con la ayuda de Chaturvedi. Después de que algún tiempo se constituyó como Secretario General del Congreso Nacional Indio del distrito de Kanpur. 

### En el partido de Bahujan Samajwadi
Después de un largo periodo de tiempo, se unió al partido de Bahujan Samajwadi en 1996. Se convirtió en Miembro de Asamblea Legislativa de la circunscripción de Bhognipur (sc) en 1996 tras ganar las elecciones.

### En el partido de Samajwadi
En 2004 se une al partido Samajwadi. Se presentó a las elecciones en el Parlamento como diputado de la circunscripción de Ghatampur. Ganaría estas elecciones